# Trio z Belleville
Trio z Belleville (v originále Les Triplettes de Belleville) je francouzsko-belgicko-kanadsko-britský animovaný film z roku 2003, který režíroval Sylvain Chomet podle vlastního scénáře. Film popisuje osudy mladého cyklisty.

## Děj
Mladý cyklistický závodník žije v malém domku se svou babičkou Madame Souza a psem Brunem. Jeho cílem je účast na Tour de France. Babička Souza jej podporuje a je jeho trenérem i mechanikem. Do závodu sice nastoupí, ale není ještě trénovaný a proto jede na konci pelotonu s dalšími dvěma závodníky v grupetu. Francouzská mafie z amerického města Belleville všechny tři naloží do falešného sběrného vozu a odveze je do Ameriky jako otroky na cyklistické závody, kde na ně diváci sázejí. Madam Souza a pes Bruno se za nimi vydají do Belleville. Seznámí se s trojčaty Trio z Belleville, stárnoucími hvězdami showbyznysu. Všechny čtyři společně s Brunem poté osvobodí cyklisty.

## Ocenění
- Étoile d'or du cinéma français
- Genie Award v kategorii nejlepší film
- César za nejlepší filmovou hudbu (Benoît Charest)
- New York Film Critics Circle Award v kategorii nejlepší animovaný film
- Los Angeles Film Critics Association Awards v kategoriích nejlepší animovaný film a nejlepší filmová hudba
- Film byl nominován na cenu Oscar v kategoriích nejlepší animovaný film (Sylvain Chomet) a nejlepší píseň (Benoît Charest a Sylvain Chomet).

## Recenze
- Jiří Borový, FilmCZ.Info 8. leden 2004 dostupné online[nedostupný zdroj]